# Pavel Zatloukal
Pavel Zatloukal (* 27. října 1948 Olomouc) je český historik umění. Zabývá se především výtvarným uměním a architekturou 19. a 20. století. V letech 1990– 2013 byl ředitelem Muzea umění Olomouc.
Výrazně se zasloužil o vybudování unikátního Arcidiecézního Muzea v Olomouci. V roce 2004 byl jmenován profesorem. 

## Výběr z bibliografie
- Seznam děl v Souborném katalogu ČR, jejichž autorem nebo tématem je Pavel Zatloukal
- Příběhy z dlouhého století. Architektura let 1750–1918 na Moravě a ve Slezsku, Olomouc 2002, ISBN 80-85227-49-5
- Vila Primavesi v Olomouci, Olomouc 1990 ISBN 80-85034-03-4
- Olomoucká architektura 1900–1950, (spolu s Tomášem Černouškem a Vladimírem Šlapetou), Olomouc 1981
- Olomoucká architektura 1950–1983, Olomouc 1983
- Moravské lázně v proměnách dvou staletí (s Vítězslavem Kollmannem). Olomouc 1987
- Brněnská okružní třída. Brno 1997
- "Oznámení o Ikarově letu." Olomoucká šedesátá léta v zrcadle výtvarné kultury (ed.). Olomouc 1998
- Arcidiecézní muzeum Olomouc. Průvodce (red. s Gabrielou Elbelovou). Olomouc 2006
- Brněnská architektura 1815–1915. Průvodce. Brno 2006
- Lubomír Šlapeta 1908–1983. Čestmír Šlapeta 1908–1999. Architektonické dílo / Architectural Work (s Vladimírem Šlapetou). Brno – Olomouc 2003
- Slavné vily Olomouckého kraje (ed.). Praha 2007
- Elly Oehler / Olárová 1905–1953. Oskar Oehler / Olár 1903–1973. Architektonické dílo. Architectural Work. Brno – Olomouc 2007
- Luk & lyra. Ze sbírek Arcidiecézního muzea Kroměříž (eds. s Ondřejem Zatloukalem). Olomouc 2008
- Středoevropské forum Olomouc. Olomouc 2009
- Arcidiecézní muzeum Olomouc (eds. s Ondřejem Jakubcem). Olomouc 2009
- Skleník. Kapitoly z dějin olomoucké výtvarné kultury 1969–1989 (eds. s Ladislavem Daňkem). Olomouc 2009
- Slavné vily Čech, Moravy a Slezska (eds. s Vladimírem Šlapetou). Praha 2010
- Via lucis v Uherském Brodě / in Uherský Brod. Ivan Theimer na Moravě / in Moravia. Uherský Brod – Olomouc 2012
- Lednicko-valtický areál (s Přemyslem Krejčiříkem a Ondřejem Zatloukalem). Praha 2012
- Muzeum umění Olomouc 1951–2011. Olomouc 2012
- Olomouc. Zmizelé Čechy, Morava a Slezsko. Praha 2013
- Slavné lázně Čech, Moravy a Slezska (s Lubomírem Zemanem). Praha 2014
- Meditace o architektuře. Olomouc - Brno - Hradec Králové 1815-1915. Praha 2016
- Zámek a zahrady v Kroměříži (eds. s Miroslavem Kindlem a Ondřejem Zatloukalem). Praha 2018, ISBN 978-80-88258-13-1
- Meditace O městě, krajině umění. Olomouc 1919-1989. Ostrava – Olomouc 2020, ISBN 978-80-7599-186-7, ISBN 978-80-88103-66-0

## Ocenění
V roce 1999 obdržel Cenu města Olomouce za rok 1998 v oblasti kultura. Za knihu Příběhy z dlouhého století. Architektura let 1750–1918 na Moravě a ve Slezsku obdržel českou knižní cenu Magnesia Litera za knihu roku 2003. V červnu 2013 obdržel Cenu města Olomouce za počin roku 2012 v oblasti kultura, a to za uspořádání jubilejní výstavy Od Tiziana po Warhola: Muzeum umění Olomouc 1951–2011.